# Ґай-Зузовський
Ґай-Зузовський (пол. Gaj Zuzowski) — село в Польщі, у гміні Пшедбуж Радомщанського повіту Лодзинського воєводства.
У 1975-1998 роках село належало до Пйотрковського воєводства.